# 文化のみち百花百草
文化のみち百花百草（ぶんかのみち ひゃっかひゃくそう）は愛知県名古屋市東区にある施設。旧岡谷邸。

## 概要
岡谷鋼機の創業家である岡谷家の邸宅だったが、長らく空き家となっていた。1920年（大正9年）に建てられた書院や茶室・土蔵を改修するとともに、母屋跡にホールを新築して2007年（平成19年）4月に『文化のみち百花百草』として開館。名称はかつて岡谷家が所有し徳川美術館に寄贈された田中訥言の「百花百草図屏風」に因む。
「文化のみち」を散策する際に休憩する場所などがあまり無いことから、名古屋市が岡谷家にこの建物の利用について依頼、岡谷家が快諾したという話がある。なお、他の「文化のみち」を掲げる建物は名古屋市が取得しているが、百花百草は現在も岡谷家が所有した上で公開されている。

## 建物

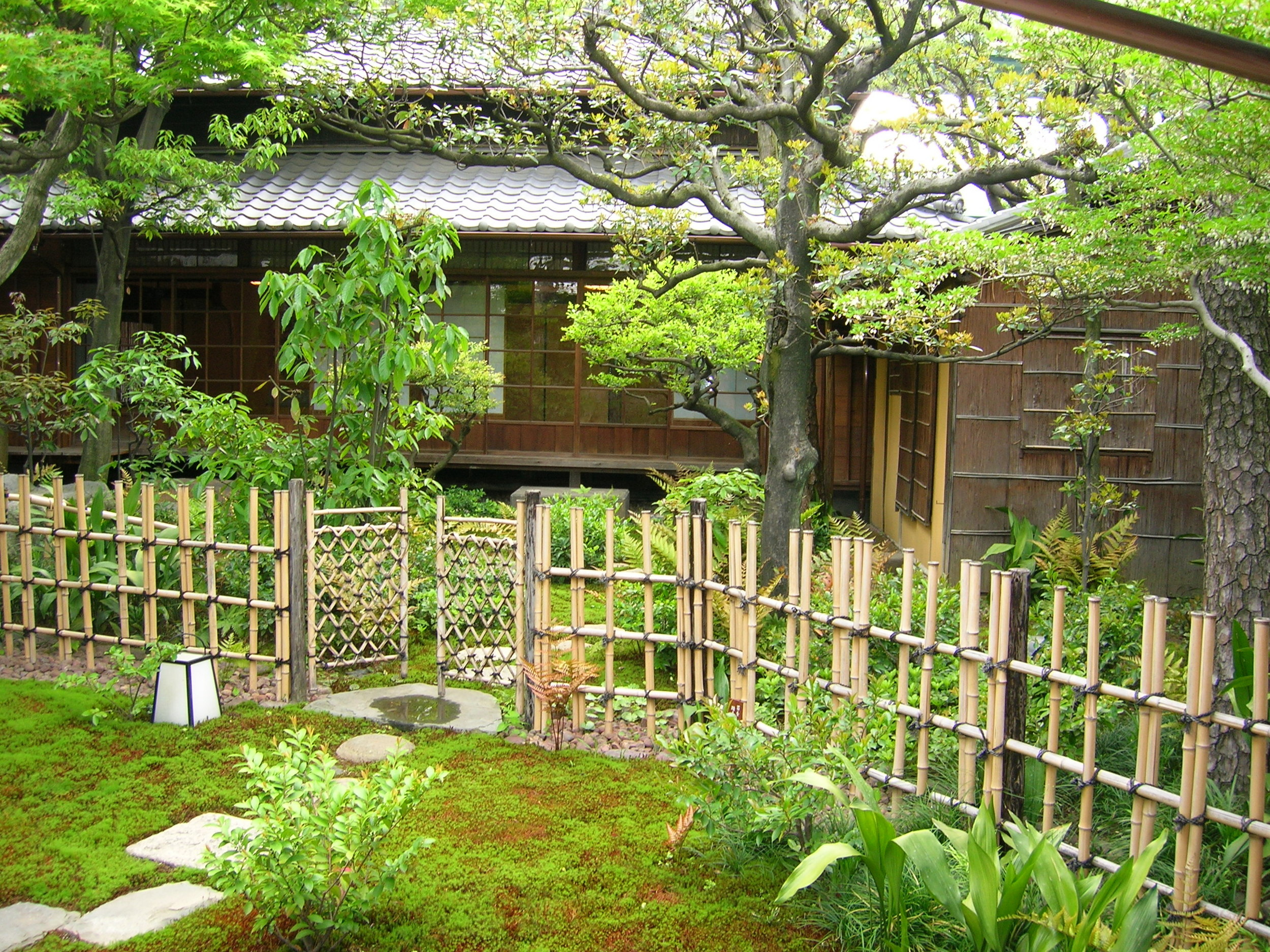
書院と茶室・茶庭

### 書院・茶室
茶庭を併設した和館。門から入った右手に位置する。内部非公開。

### ホール
かつての母屋跡に建てられた。セルフサービスでお茶やコーヒーを飲みながら庭園の花を楽しめる。また時間によってはグランドピアノの生演奏も行なわれる。

### 土蔵

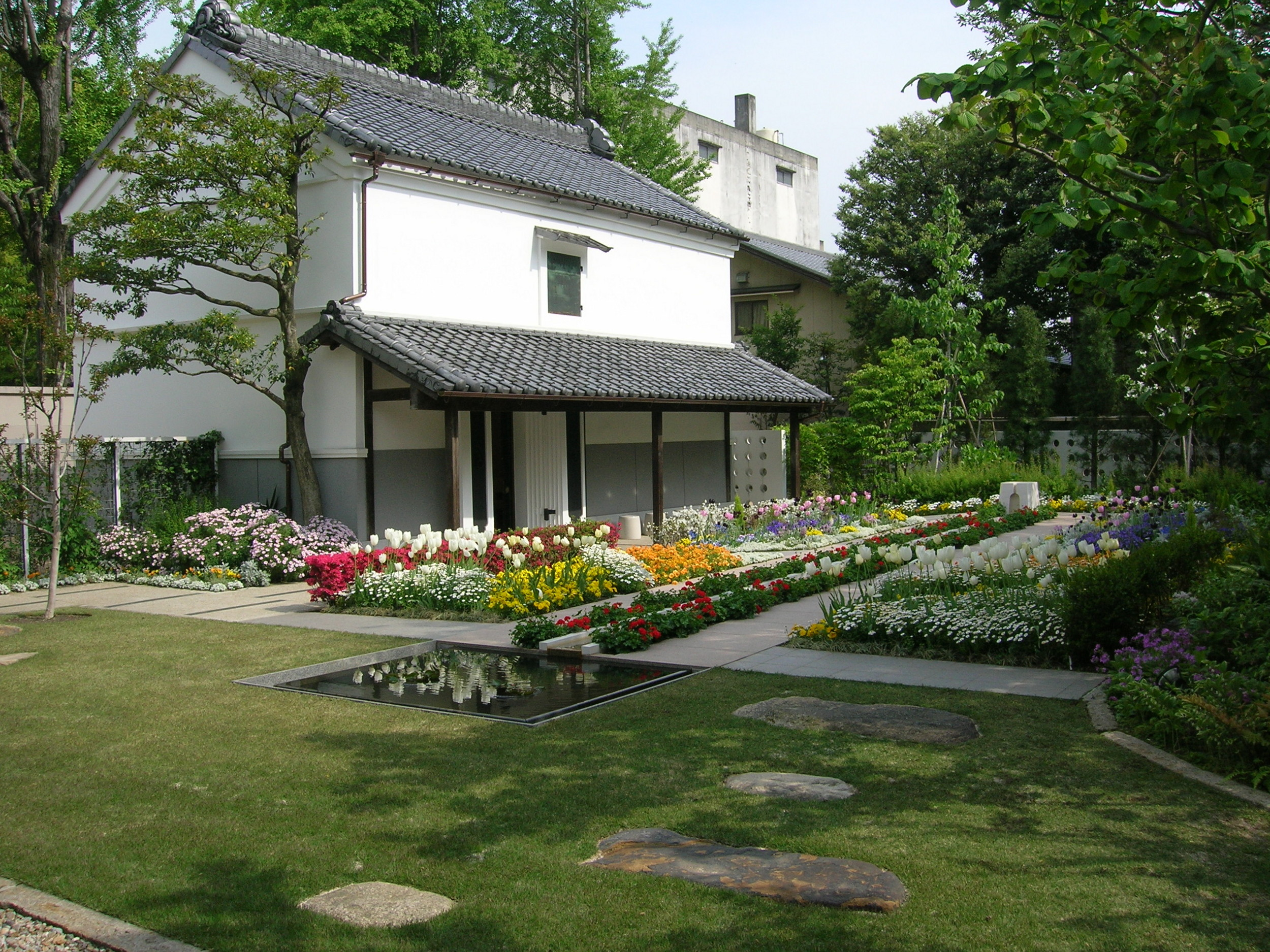
ホールから見た土蔵と庭園

庭園の東側にある土蔵はギャラリーになっており、普段は「百花百草図屏風」の解説がされている。

### 庭園
ホールに面して整備された庭園で、花は季節毎に植え替えられる。また「百花百草図屏風」に描かれた約90種の草花の内、約70種も植えられている。

## 施設利用
- 開館時間

水曜〜土曜：10:00〜16:00
- 入場料

大人：500円
小中学生：200円
小学生未満：無料
- 休館日

日曜〜火曜・年末年始
- 貸切利用も可能

## 所在地
- 愛知県名古屋市東区白壁4丁目91番地

## 交通アクセス

### 路線バス
- 名古屋市営バス -「東片端」バス停下車、徒歩で約7分。
- 基幹バス -「清水口」バス停下車、徒歩で約5分。
- 名古屋観光ルートバス：メーグル -「文化のみち二葉館」バス停下車、徒歩で約8分。

### 鉄道
- 名鉄瀬戸線 - 清水駅下車、徒歩で約10分。
- 名古屋市営地下鉄桜通線 - 高岳駅下車、2番出口から徒歩で約12分。
  - 駐車場無し